# بني مجدول (أولاد زباير)
بني مجدول هي إحدى مشيخات المملكة المغربية، تتبع جغرافيا لإقليم تازة وإداريًا لأولاد زباير. يقدر عدد سكانها بـ 8511 نسمة حسب الإحصاء الرسمي للسكان والسكنى لسنة 2004.